# Speedball
Speedball (též Powerball, Superball, Ball, Herník) je slangové anglické označení tvrdé drogy, kombinace heroinu a nejčastěji kokainu, popřípadě pervitinu, či amfetaminu aplikované převážně injekčně.

## Účinky
Kombinace heroinu a kokainu je velmi nebezpečná, protože tyto dvě psychoaktivní látky působí navzájem protichůdně, kokain jako stimulant, heroin působí silně tlumivě. Účinky nenastávají současně, účinky kokainu odezní rychleji a jejich odeznění umocní vliv heroinu na organismus. K předávkování proto stačí i malá dávka.

## Další kombinace
Velmi nebezpečný „Speedball“ je nekvalitní heroin + lék Ritalin. Tato kombinace se v ČR vyskytuje častěji. Kvalitu drogy lze asi nejvíce rozlišit dle ceny. Speedball může mít několik kombinaci, ale musí vyvolávat tlumivý a stimulační účinek zároveň. Jindy se kombinují dva léky, např. Valium / Rohypnol + Ritalin/Fenmetrazin, případně Ketamin (DXM / PCP) + Efedrin.